# マークス寿子
マークス 寿子（マークス としこ、英語: Toshiko Marks、1936年（昭和11年）3月23日 - 2024年（令和6年）6月15日）は、日本出身のイギリスの学者、評論家。エセックス大学講師や秀明大学教授を務めた。
正式名は「ブロートンのマークス男爵夫人トシコ・マークス閣下（The Right Honourable Toshiko Marks, Baroness Marks of Broughton）」。旧名は志村 寿子（しむら としこ）。アメリカ文学者の志村正雄（東京外国語大学名誉教授）は兄。

## 略歴
1936年、東京府に生まれる。早稲田大学政治経済学部卒業。旧・東京都立大学大学院法学研究科博士課程単位取得退学。同大学非常勤講師を務めた後、1971年にロンドン・スクール・オブ・エコノミクスの研究員として渡英する。
1976年、ユダヤ系イギリス人の実業家で連合王国貴族の第2代ブロートンのマークス男爵マイケル・マークス（1920-1998、マークス&スペンサーの共同創業者マイケル・マークスの孫）と結婚し、彼の生涯計5人の妻のうち3番目の妻となった。これによって彼女はマークス姓になるとともに「ブロートンのマークス男爵夫人（Baroness Marks of Broughton）」の儀礼称号と英国籍を得た。
マークス男爵とは1985年に協議離婚したが、その後も男爵夫人の儀礼称号を保持している。研究者としての経歴はエセックス大学講師、同大現代日本研究所主任を経て、八千代国際大学（1998年に秀明大学に改称）教授を務めた。永く日英間を往き来し、英国では「日英タイムズ」を発行し、著作や講演活動などを通じ保守派・親英の論客として活動。
2010年3月、秀明大学を退職した。
著作は日本と英国の文化の比較研究が中心で、経済的には発展したが文化的に未熟な日本の文化を批判的にエッセイ形式で綴った作品が多い。
日英の教育制度を比較した作品に『ひ弱な男とフワフワした女の国日本』、『とんでもない母親と情けない男の国日本』、ブランド物を海外で買いあさる日本女性を描いた作品に『自信のない女がブランド物を持ち歩く』などがある。
2024年6月15日、ロンドンの自宅で死去。88歳没。

## 評価
「日本人は英国に学ぶべき」とする論調の本が多いが、マークスに対する批判も若干ではあるが存在する。

## 著書一覧
- 『英国貴族になった私』草思社、1986年。
  - 『英国貴族と結婚した私』中公文庫 (上記改題[注釈 2])、1995年9月。
- 『大人の国イギリスと子どもの国日本』草思社、1992年7月。
- 『ゆとりの国イギリスと成金の国日本』草思社、1993年。
- 『イギリス歳時記 粋な話無粋な話 A Year of British life & Events』講談社、1994年。
  - 『イギリス気ままカレンダー』中公文庫、1998年5月。
- 『男たちよ　全面降伏か』草思社、1994年。
  - 『女の身勝手男の出番』中公文庫、1996年11月。
- 『ゆりかごから墓場まで」の夢醒めて 私が体験した英国の福祉、老人問題』中央公論社、1995年。
- 『爆弾的英語教育改革論』草思社、1995年。
- 『戦勝国イギリスへ 日本の言い分』草思社、1996年。 のち中公文庫
- 『イギリス式 おしゃれな生き方』中公文庫、1997年。
- 『ひ弱な男とフワフワした女の国日本』草思社、1997年8月。
- 『イギリスが教えてくれた大人のおしゃれ』大和書房、1998年。
- 『生まれ変わっても女がいい国って、ホンと？』清流出版、1999年。　のち朝日文庫
- 『とんでもない母親と情けない男の国日本』草思社、1999年。
- 『親に頼らない生き方 大人を超えて世界へはばたこう』ポプラ社、2000年。
- 『ふにゃふにゃになった日本人 しつけを忘れた父親と甘やかすだけの母親』草思社、2000年。
- 『本物の考える力生きる力勉強法』三笠書房、2002年7月。
- 『不安な国日本 福祉の国イギリスから見ると』光文社、2002年。
- 『自信のない女がブランド物を持ち歩く』草思社、2002年。
- 『本当の英語力をつける本』PHP研究所、2003年7月。
- 『マークス寿子の英語の王道-始めの一歩』草思社、2005年。
- 『日本はなぜここまで壊れたのか』草思社、2006年。
- 『盛りを過ぎてもへこたれない国イギリスに学べ』草思社、2007年11月。
- 『総崩れのイギリスそれでも踏ん張るイギリス人』草思社、2009年12月。
- 『行儀の悪い人生』中央公論新社 こころを見つめる 2013年

## 共著
- 池田雅之共著『英国貴族と侍日本 憧れの国・イギリス、豊かさの国・ニッポン』PHP研究所、1993年。
- 中西輝政共著『イギリスの智慧』中央公論社・中公叢書、2000年。

## 翻訳
- ジョー・キタ『「8つの知恵」ノート 百人の父から息子へ』三笠書房、2001年10月。